# Kommunales Rechenzentrum Minden-Ravensberg/Lippe

Das ehemalige Logo des Kommunalen Rechenzentrums (bis 31. Dezember 2023)

Das Kommunale Rechenzentrum Minden-Ravensberg / Lippe (krz) in Lemgo war in der Zeit von 1972 bis zum 31. Dezember 2023 der Informatik-Dienstleister der Kreise Minden-Lübbecke, Herford und Lippe sowie aller 36 Städte und Gemeinden aus diesen Kreisgebieten.
Als kommunaler Zweckverband war das krz eine Körperschaft des Öffentlichen Rechts. Zu seinen Aufgaben zählten unter anderem die Entwicklung, Integration und Wartung von Kommunalanwendungen. In seinem Verbandsgebiet waren seit dem 1. Januar 2017 alle Kommunen Mitglieder des Zweckverbandes.
Seit dem 1. Januar 2024 firmiert das krz nach dem formalen Beitritt der der Zweckverbände Gemeinschaft für Kommunikationstechnik, Informations- und Datenverarbeitung (GKD) Paderborn und der bereits bestehenden Ostwestfalen-Lippe-IT einheitlich unter dem satzgemäßen Namen Ostwestfalen-Lippe-IT.

## Unternehmen
Das Kommunale Rechenzentrum Minden-Ravensberg / Lippe beschäftigte im Jahr 2021, laut Geschäftsbericht, über 360 Mitarbeiter. Es unterstützte etwa 8.500 PC-Arbeitsplätze mit rund 10.850 Geräten in den Verwaltungen des Verbandsgebietes sowie über 600 weitere Kunden aus dem kommunalen Umfeld.
Im Jahr 2021 wurde ein Umsatz von über 80.000.000 € erzielt.

## Produkte
- Personalservice
- Finanzwesen (Gebühren, Steuern, Kasse)
- Sicherheit und Ordnung (Meldewesen, Wahlen, Sicherheit)
- Schulen (Schulverwaltung, Bildungsnetz, Übergangsmanagement Schüler Online)
- Soziales und Jugend (Sozialleistungen, Jugendfürsorge)
- Bau und Vermessung (Bauverwaltung, Bauordnung, Liegenschaftskataster, Geoinformationssystem)
- Innere Verwaltung (Personalabrechnung, -management, Zeitwirtschaft)
- Querschnittsaufgaben (CMS, CRM, elektronisches Archiv und E-Postbrief als Pilotanwender der Deutschen Post AG)
- BürgerService-Portal
- KITA-Beiträge/Bürgerportal
- Mängelmelder
- Consulting, Projektberatung und IT-Konzepte
- Technische Dienste (Rechenzentrums-Betrieb, Netzwerk, Druck und Versand, ASP-Lösungen aus der Steckdose)
- Softwareentwicklungen
- Datenschutz, Programmprüfung
- Zertifizierte BSI-Auditoren
- Wissensmanagementsystem für Arbeitsschutz, Qualitätssicherung und Gefährdungsbeurteilungen
- Handelsprodukte (Hardware, Standardsoftware, Zubehör, Finanzierung)
- Schulungen (Präsenzschulungen, WBT)
- Cloud-Speicherdienst für Verwaltungen (krz DataBox)
- Ratsinformationssystem (digitale Gremienarbeit)
- OZG-Kompass

## Datensicherheit
Im Jahr 2007 wurde das krz erstmals nach ISO 27001 auf der Basis von IT-Grundschutz und der Umsetzung der Informationssicherheit nach internationalen Normen durch das Bundesamt für Sicherheit in der Informationstechnik zertifiziert. 2009, 2011, 2015, 2018 und 2021 erfolgten Re-Zertifizierungen.

## Technik
- Server (Linux-Cluster, PC-Server HP (u. a. Terminal-Server-Farm))
- Speichersysteme (gespiegelte Datenbestände und Datensicherung an zwei Standorten)
- Netzwerk (Festverbindungen ‚krz-Netz’, regionale Richtfunkstrecken ‚OWL-Netz’, VPN-Technik ‚Internet’, neues DOI-Behördennetz)
- Zwei Standorte-Konzept
- Druck- und Versandzentrum (Hochleistungsausstattung)

## Mitgliedschaften
Das krz unterstützte als eines der Gründungsmitglieder die Bundesarbeitsgemeinschaft der kommunalen IT-Dienstleister – VITAKO e.V. und stellte mit seinem Geschäftsleiter Lars Hoppmann den zweiten stellvertretenden Vorstandsvorsitzenden. In den VITAKO-Facharbeitsgemeinschaften „IT-Sicherheit und Datenschutz“ sowie „Personalwirtschaftssystem LOGA“ als auch der Projektgruppe „Videoconferencing“ nimmt das krz jeweils den Vorsitz wahr.
Mit Beginn des Jahres 2012 trat das krz dem Zweckverband KDN – Dachverband kommunaler IT-Dienstleister bei.

## Beitritt und Umfirmierung
Seit dem 1. Januar 2020 hatten die beiden ostwestfälischen IT-Dienstleister GKD Paderborn und krz Lemgo bereits ihre technischen Leistungen in einem gemeinsamen Zweckverband gebündelt, der Ostwestfalen-Lippe-IT (OWL-IT). Dienstleistungen im Rechenzentrumsbetrieb erbrachten beide IT-Dienstleister  krz und GKD Paderborn gemeinsam in einem neuen gemeinsamen Zweckverband.
Seit dem 1. Januar 2024 existieren die GKD Paderborn und die „alte“ OWL-IT durch ihren Beitritt zum „alten“ krz nicht mehr.
Das bisherige krz firmiert seit dem 1. Januar 2024 unter dem Namen der „alten“ OWL-IT als „Ostwestfalen-Lippe-IT“.

## Ausgezeichnet
- 2005:	Bundespreisträger D-OWL (eGovernment-Projekt)
- 2006:	Bundespreisträger SchülerOnline
- 2007:	Bundespreisträger ServiceLine 115 (Kreis Lippe), Landespreisträger: eCity-Award NRW
- 2008:	8. e-Government Wettbewerb – „Betrieb ITIL-konformes RZ mit Energieeffizienz“ Kategorie „Bestes Gesamtkonzept“
- 2008:	Auszeichnung zum Cisco Public Innovator 2008
- 2009: Auszeichnung zum iKISS Professional Senior Consult
- 2009: Auszeichnung zum Cisco Public Innovator 2009
- 2010: 10. e-Government Wettbewerb – „Bester Dienstleister der Verwaltung Deutschlands“. Das KRZ war gemeinsam mit einem anderen Unternehmen auf Platz 1.[4]
- 2010: 1. Platz beim ITSM-Projekt-Award 2010 des itSMF[5]
- 2011: Auszeichnung für einen sehr guten Arbeits- und Gesundheitsschutz durch die Unfallkasse NRW im Rahmen des Prämiensystems 2011
- 2012: Als Partner innerhalb des zdi-Zentrums Lippe.MINT Kreis Lippe das zdi-Qualitätssiegel 2012 des Ministeriums für Innovation, Wissenschaft und Forschung des Landes NRW
- 2012: Bundespreisträger des 12. eGovernment-Wettbewerbs mit dem besten Lösungsbeitrag für ein gesellschaftliches Problem – Verwaltung: Projekt „LippeJob-Interaktiv“ vom Jobcenter Lippe, Kreis Lippe und krz[6]
- 2013: Als Certified Partner für PCS Systemtechnik ausgezeichnet[7]
- 2014: Erster Preis in der Kategorie „Bestes digitales Kundenerlebnis“ beim Digital Transformation Award der WirtschaftsWoche[8]
- 2016: Das Zertifikat „Fairer Arbeitgeber Work + Life“ von der Fairness Ratings GmbH erhalten
- 2022: 18. e-Government Wettbewerb – „Bestes Digitalisierungsprojekt Bund/Länder/Kommunen“. Das KRZ war gemeinsam mit einem anderen Unternehmen auf Platz 3.
- 2022: Siegel „Exzellentes Projekt zur Digitalisierung der Verwaltung“ für das Pilotprojekt „Mit der UnterlagenApp ins Jobcenter“ des Kreises Minden-Lübbecke und des krz